# FIFA 23
FIFA 23 est un jeu vidéo de simulation de football développé par EA Vancouver et édité par Electronic Arts. Il s'agit du 30e volet de la série FIFA. Il est sorti sur Microsoft Windows, Nintendo Switch, PlayStation 4, PlayStation 5, Xbox One, Xbox Series et Google Stadia le 30 septembre 2022.
Les versions du jeu PlayStation 5, Xbox Series, Google Stadia et Microsoft Windows utilisent la technologie HyperMotion2. Elle permet de retranscrire les mouvements de 22 joueurs professionnels jouant à haute intensité. Cette nouvelle technologie augmente le réalisme du jeu et de ses animations.
Pour ce nouvel opus, il y a la possibilité de jouer en cross plateforme. En effet, il y a un seul éco-système en fonction de la version choisie (huitième ou neuvième générations de console), notamment sur le mode de jeu Fifa Ultimate Team 23 ou il n'y a qu'un seul marché des transferts. Il n'y a plus de différence de matchmaking entre les consoles.
Kylian Mbappé figure pour la 3e fois consécutive sur la jaquette du jeu, tandis que Kai Havertz en est l'ambassadeur. Pour la première fois dans une franchise FIFA, une joueuse est également présente sur la jaquette du jeu, il s'agit de Sam Kerr. De plus, plusieurs ligues féminines sont disponibles ainsi que la Coupe du monde féminine de football 2023.
Dans la version française, Hervé Mathoux, présent depuis FIFA 07, cède sa place à deux nouveaux commentateurs : Omar da Fonseca et Benjamin Da Silva, duo iconique de la chaine BeIn Sport.
En seulement trois jours, ce nouvel opus a été le jeu le plus téléchargé sur le PlayStation Store européen sur PS4 et PS5 pour le mois de septembre.
FIFA 23 est le dernier jeu vidéo estampillé « FIFA » développé par EA. En effet, n'ayant pas pu trouver un accord avec la FIFA, l'entreprise américaine ne pourra plus utiliser ce nom pour le nommage de ses jeux de simulation de football. Le prochain jeu, qui aurait dû se nommer FIFA 24, a pour nom EA Sports FC 24.

## Bande son
La bande son de FIFA 23 est composée de 57 morceaux d'artistes des quatre coins du monde. La bande son de Volta Football est composée de 52 morceaux plus orientés vers une ambiance urbaine, hip-hop.
| Artiste                                               | Titre                              | Pays                              |
| ----------------------------------------------------- | ---------------------------------- | --------------------------------- |
| Alewya                                                | Jagna                              | Arabie saoudite Royaume-Uni       |
| Ark Woods                                             | First Flight To Mars               | États-Unis                        |
| Bad Bunny, Bomba Estéreo                              | Ojitos Lindos                      | Porto Rico Colombie               |
| Badshah, J Balvin, Tainy                              | Voodoo                             | Porto Rico Colombie Inde          |
| Bakermat                                              | Madan (King)                       | Pays-Bas                          |
| Bianca Costa                                          | Ounana                             | France Brésil                     |
| Biig Piig                                             | FUN                                | Royaume-Uni                       |
| blackwave. (en), Abhi the Nomad (en)                  | a-okay                             | Belgique Inde                     |
| Bru-C (en)                                            | Playground                         | Royaume-Uni                       |
| Chappaqua Wrestling                                   | Full Round Table                   | Royaume-Uni                       |
| Crooked Colours (en)                                  | Feel It                            | Australie                         |
| Cryalot                                               | Hurt Me                            | Japon                             |
| Danger Mouse & Black Thought (feat. Michael Kiwanuka) | Aquamarine                         | États-Unis Royaume-Uni            |
| Daniela Lalita                                        | Tenía Razón                        | Pérou États-Unis                  |
| FKA Twigs ft. Shygirl                                 | Papi Bones                         | Royaume-Uni                       |
| Flume ft. Caroline Polachek                           | Sirens                             | Australie États-Unis              |
| George FitzGerald (en)                                | Passed Tense (feat. Panda Bear)    | Royaume-Uni                       |
| Gorillaz                                              | Baby Queen                         | Royaume-Uni                       |
| Greentea Peng (en)                                    | Stuck In The Middle                | Royaume-Uni                       |
| Haich Ber Na                                          | So Sick Of Me                      | Royaume-Uni                       |
| Hak Baker (en)                                        | Bricks in the Wall                 | Royaume-Uni                       |
| Harry Stone                                           | Daydreaming                        | Royaume-Uni                       |
| Hayden James & Cassian ft. Elderbrook (en)            | On Your Own                        | Australie Royaume-Uni             |
| Ibeyi ft. Pa Salieu (en)                              | Made Of Gold                       | France Venezuela Cuba Royaume-Uni |
| James BKS (en) ft. The Big Hash                       | High Level                         | France Afrique du Sud             |
| Labrinth                                              | Lift Off                           | Royaume-Uni                       |
| Lane 8 (en) ft. Artic Lake (en)                       | All I Want                         | Royaume-Uni États-Unis            |
| Loyle Carner                                          | Speed Of Plight                    | Royaume-Uni                       |
| M.I.A.                                                | Beep                               | Royaume-Uni                       |
| MILKBLOOD                                             | Disco Closure                      | États-Unis                        |
| moa moa                                               | Drive                              | Royaume-Uni                       |
| Muddy Monk                                            | Smthng                             | Suisse                            |
| Nathan Day                                            | Hello Alien                        | Royaume-Uni                       |
| Nia Archives (en)                                     | Forbidden Feelingz                 | Royaume-Uni                       |
| Niko B (en)                                           | Rips in Jeans                      | Royaume-Uni                       |
| ODESZA                                                | Behind The Sun                     | États-Unis                        |
| Phantoms (en) ft. Big Wild (en)                       | Firepit                            | États-Unis                        |
| Pheelz ft. BNXN                                       | Finesse                            | Nigeria                           |
| Phoenix                                               | Tonight feat. Ezra Koening         | France États-Unis                 |
| PONGO                                                 | Kuzola                             | Angola                            |
| ROLE MODEL (en)                                       | forerver&more                      | États-Unis                        |
| ROSALÍA                                               | SAOKO                              | Espagne                           |
| Rose Gray                                             | Prettier Than You                  | Royaume-Uni                       |
| Sampa The Great ft. Angélique Kidjo                   | Let Me Be Great                    | Zambie Australie Bénin            |
| San Holo                                              | All The Highs                      | Pays-Bas                          |
| Sea Girls (en)                                        | Falling Apart                      | Royaume-Uni                       |
| SOFY                                                  | Big Talk                           | Royaume-Uni                       |
| SOHN                                                  | MIA                                | Royaume-Uni                       |
| Stromae                                               | Fils de joie                       | Belgique                          |
| The Knocks ft. Totally Enormous Extinct Dinosaurs     | Walking On Water                   | Royaume-Uni États-Unis            |
| Trueno, Victor Heredia                                | TIERRA ZANTA                       | Argentine                         |
| Tseba ft. Electric Fields                             | Must Be Love                       | Australie                         |
| Venice                                                | Can't Sleep                        | États-Unis                        |
| Willow Kayne (en)                                     | White City                         | Royaume-Uni                       |
| Wings of Desire                                       | Choose A Life                      | Royaume-Uni                       |
| Yeah Yeah Yeahs ft. Perfume Genius                    | Spitting Off the Edge of the World | États-Unis                        |
| Young Fathers                                         | Rice                               | Royaume-Uni                       |

| Artiste                                                           | Titre                           | Pays                    |
| ----------------------------------------------------------------- | ------------------------------- | ----------------------- |
| Baby Tate (en)                                                    | Pedi                            | États-Unis              |
| Bad Boy Timz (en) ft. Olamide                                     | Skelele                         | Nigeria                 |
| Bonobo ft. O'Flynn                                                | Otomo                           | États-Unis Royaume-Uni  |
| Central Cee                                                       | Obsessed With You               | Royaume-Uni             |
| Chase & Status ft. Takura (en)                                    | Don't Be Scared                 | Royaume-Uni Zimbabwe    |
| Curtis Richa                                                      | Work it Out                     | États-Unis              |
| Dapz On The Map                                                   | Give Thanks                     | Royaume-Uni             |
| Denzel Curry ft. Slowthai                                         | Zatoichi                        | Royaume-Uni États-Unis  |
| Disclosure, RAYE                                                  | Waterfall                       | Royaume-Uni             |
| Doss (en)                                                         | Look                            | États-Unis              |
| Edd                                                               | Mama Used to Say                | Malte                   |
| Effy                                                              | Not Yours                       | Royaume-Uni             |
| Eunique                                                           | Man nennt mich                  | Allemagne               |
| Gardna ft. MC Spyda & Selecta J-Man                               | Disturb Them                    | Royaume-Uni             |
| Gorgon City (en), DRAMA (en)                                      | You've Done Enough              | Royaume-Uni États-Unis  |
| Graham Lake ft. Avelino (en)                                      | Run em Down                     | Suède                   |
| IDK (en) & Kaytranada ft. Denzel Curry                            | Dog Food                        | États-Unis              |
| Jack Harlow                                                       | Nail Tech                       | États-Unis              |
| James BKS (en) ft. The Big Hash                                   | High Level                      | France Afrique du Sud   |
| Joy Club & Tieks (en)                                             | Lifted                          | Royaume-Uni États-Unis  |
| Koffee                                                            | Pull Up                         | Jamaïque Royaume-Uni    |
| Kojey Radical (en) ft. Knucks                                     | Payback                         | Royaume-Uni             |
| Kungs with The Knocks                                             | People                          | France États-Unis       |
| LODATO (en) & Janice Robinson (en)                                | Dreamer                         | États-Unis              |
| Lous and The Yakuza                                               | Kisé                            | Congo Belgique          |
| Luude (en) ft. Dear Sunday                                        | Wanna Stay                      | Australie               |
| LYAM ft. Wiki                                                     | THE REAPERS                     | Royaume-Uni États-Unis  |
| Mall Grab ft. Novelist (en), D Double E (en)                      | Times Change                    | Australie Royaume-Uni   |
| Manga Saint Hilare, Jelani Blackman                               | Maybe Not                       | Royaume-Uni             |
| Michael Calfan & Leo Stannard                                     | Better                          | France Royaume-Uni      |
| Moksi, Diede                                                      | T.T.Y.N.                        | Pays-Bas                |
| Monty & Visages ft. PAV4N & Strategy                              | Hardware                        | France Inde Royaume-Uni |
| Nas                                                               | 40-16 Building                  | États-Unis              |
| Nightmares on Wax ft. OSHUN                                       | Breathe In                      | Royaume-Uni États-Unis  |
| P Money (en) x Whiney                                             | Sorry I'm Not Sorry             | Royaume-Uni             |
| Piers James                                                       | Showbiz                         | Royaume-Uni             |
| Quevedo, Linton                                                   | Ahora y Siempre                 | États-Unis              |
| Regents                                                           | Heritage                        | Royaume-Uni             |
| Remi Wolf                                                         | Quiet On Set                    | États-Unis              |
| Ruckspin X Eliza Legzdina                                         | Leader of the Pack              | Royaume-Uni             |
| sadeyes, Lil Xtra, nothing,nowhere.                               | i'm not okay                    | États-Unis              |
| seeyousoon                                                        | Fix Your Face                   | États-Unis              |
| Seun Kuti & Black Thought                                         | Ku Ku Kee Mee (Remix) ft. Akala | Nigeria États-Unis      |
| Shenseea (en)                                                     | RUN RUN                         | Jamaïque                |
| Silvana Imam ft. Jaqe                                             | Hela Vägen Upp                  | Suède Lituanie          |
| Smoke DZA (en), Girl Talk                                         | Season                          | États-Unis              |
| Tassia Zappia                                                     | I'm Gon' Get You                | Italie Australie        |
| Watch The Ride x Emz                                              | READY4DEM                       | Royaume-Uni             |
| Wh0                                                               | Sunshine                        | Royaume-Uni             |
| Young Franco (en) ft. Jay Prince, Scrufizzer (en), Close Counters | Rollout                         | Royaume-Uni Australie   |
| yunè pinku                                                        | DC Rot                          | Royaume-Uni Malaisie    |